# Rémi Laurent
Rémi Francois Simon Laurent (* 12. Oktober 1957 in Suresnes; † 14. November 1989 in Paris) war ein französischer Filmschauspieler.

## Leben
Laurent wurde am 12. Oktober 1957 in Suresnes geboren. Er verbrachte seine Jugend gemeinsam mit einem Bruder und einer Schwester in Paris (16. Arrondissement). Er lernte Klavier und entschied sich früh Schauspieler zu werden.
Er hatte eine Beziehung mit der Schauspielerin Anne Caudry (Anne-Marie-Louise-Jehanne Bernanos; 28. Mai 1957 – 23. August 1991; an den Folgen von Aids verstorben).
Am 23. Oktober 1984 heiratete Rémi Laurent in Budapest die Tänzerin Emöke Masznyik.
Bekannt wurde Laurent im Jahr 1975 mit der Komödie Her mit den kleinen Engländerinnen. Drei Jahre später, 1978, spielte er den Sohn von Ugo Tognazzi in Ein Käfig voller Narren.
Sein letzter Film wurde im Jahr 1986 unter dem Titel Black Mic-Mac veröffentlicht.
1987 erkrankte Rémi Laurent, u. a. an Toxoplasmose. Am Morgen des 14. November 1989 starb er nach zweiwöchigem Koma im Alter von 32 Jahren in Paris an den Folgen von AIDS.
Rémi Laurent wurde am 20. November 1989 in Saint Pourçain sur Sioule, einer kleinen Gemeinde in der Auvergne, beigesetzt.

## Filmografie (Auswahl)
- 1976: Her mit den kleinen Engländerinnen (À nous les petites Anglaises!)
- 1977: Sag' guten Tag zu der Dame (Dis bonjour à la dame)
- 1977: Oh lala – Die kleinen Blonden sind da (Arrête ton char… bidasse!)
- 1978: Ein Käfig voller Narren (La Cage aux Folles)
- 1979: Oh lala, immer auf die Kleinen (C'est dingue... mais on y va)
- 1980: All Stars (Tous vedettes)
- 1981: Les Plouffe
- 1982: Ein pikantes Geschenk (Le Cadeau)
- 1986: Black Mic-Mac